# اقلیم (مستند)
اقلیم مجموعه مستند تلویزیونی ساخته رئوف جابری می‌باشد. این مستند به بررسی اقلیم‌های مختلف ایران می‌پردازد. رویکرد این برنامه گردشگری جغرافیایی است و آبشارها، غارها، دره‌ها، تنگه‌ها، کویر و تالاب‌های ایران را به تصویر می‌کشد. این مستند در ۴۲ قسمت ۳۰ دقیقه‌ای ضبط و از شبکه سوم سیما پخش شد. تصویربرداری این مستند در شاهرود، لرستان، گلستان، اردبیل و کردستان و… انجام شده‌است. موسی جابری تهیه‌کنندگی این مستند را بر عهده داشته‌است.